# الکسیجوکا
الکسیجوکا (به لاتین: Aleksiejówka) یک منطقهٔ مسکونی در لهستان است که در Gmina Giby واقع شده‌است.

## خصوصیات
الکسیجوکا ۲۰ نفر جمعیت دارد.